# Cephalocoema sublaevis
Cephalocoema sublaevis är en insektsart som först beskrevs av Brunner von Wattenwyl 1890.  Cephalocoema sublaevis ingår i släktet Cephalocoema och familjen Proscopiidae. Inga underarter finns listade i Catalogue of Life.